# Менеджмент зовнішньоекономічної діяльності
Менеджмент зовнішньоекономічної діяльності (абрев. Менеджмент ЗЕД) — це системний вплив на об'єкт, тобто виробничі структури, фірми, організації, колективи людей з метою ефективного розподілу ресурсів, забезпечення узгодженості в роботі і досягнення кінцевого результату в сфері зовнішньоекономічної діяльності.

## Принципи менеджменту зовнішньоекономічної діяльності
В менеджменті зовнішньоекономічної діяльності керуються такими принципами:
- Загальні принципи;
- Специфічні принципи;
- Національні принципи.

Загальні принципи — це загальновизначені в усьому світі правила, що стали загальновідомими істинами, яких дотримуються усі учасники міжнародних ділових відносин. До загальних принципів менеджменту ЗЕД відносять:
- Науковість;
- Системність;
- Взаємовигідність.

Специфічні принципи закріплені у міжнародно-правових актах і є обов'язковими для виконання всіма сторонами. 
Національні принципи менеджменту ЗЕД:
- сувернітету України у здійсненні зовнішньоекономічної діяльності;
- свободи зовнішньоекономічного підприємництва;
- юридичної рівності і неприпустимості дискримінації, тобто рівності перед законом усіх субєктів і обєктів зовнішьоекономічної діяльності;
- верховенства закону, який передбачає неухильне дотримання законів України в сфері зовнішньоекономічної діяльності;
- захисту інтересів суб'єктів та об'єктів зовнішньоекономічної діяльності.
- еквівалентності обміну, неприпустимості демпінгу, тобто продажу товарів за цінами, нижчими від контрактних на міжнародних товарних ринках;

## Керуюча система Менеджменту ЗЕД
До керуючої системи менеджменту зовнішьоекономічної діяльності відносяться: 
- Верховна Рада України;
- Кабінет Міністрів України;
- Національний Банк України;
- Міністерство зовнішньоекономічних зв'язків і торгівлі України;
- Державний митний комітет України;
- Антимонопольний комітет України;
- місцеві ради народних депутатів України та їх розпорядчі органи.

## Керована система менеджменту ЗЕД
До керованої системи менеджменту зовнішноекономічної діяльності відносяться:
- фізичні особи - громадяни України, іноземні громадяни, особи без громадянства, які мають цивільну правоздатність і дієздатність згідно з законами України і постійно проживають на території України;
- юридичні особи, зареєстровані як такі в Україні і які мають постійне місцезнаходження на території України, в тому числі юридичні особи, майно і капітал яких є повністю у власності іноземних об'єктів господарської діяльності;
- об'єднання фізичних та юридичних осіб чи фізичних і юридичних осіб, які є юридичними особами згідно із законодавством України, але які мають постійне місцезнаходження на території України і яким цивільно-правовими законами України не заборонено здійснювати господарську діяльність
- структурні одиниці іноземних об'єктів господарської діяльності, які не є юридичними особами згідно із законами України, але мають постійне місцезнаходження на території України;
- інші об'єкти господарської діяльності, передбачені законами України.